# سرطان كماني لبني
سرطان كماني لبني (الاسم العلمي: Uca lactea) هو نوع من الحيوانات يتبع جنس السرطان الكماني من فصيلة السرطانات الشبحية.